# Duque de Caxias Futebol Clube
El Duque de Caxias Futebol Clube es un equipo de fútbol de Brasil de la ciudad de Duque de Caxias, Estado de Río de Janeiro. Fue fundado el 8 de marzo de 2005 y actualmente juega en el Campeonato Carioca Serie B1, la tercera división del Estado de Río de Janeiro.
En 2008, Duque de Caxias fue cuarto en el Campeonato Brasileño de Serie C logrando su ascenso a la Serie B.

## Historia
El Duque de Caxias Futebol Clube fue fundado el 8 de marzo de 2005.
Debutó en el fútbol profesional en la Copa Río 2005 - la primera victoria se produjo en la tercera jornada contra el Esporte Clube Resende, por 2-0, en el estadio del Trabajador. Fue eliminado en cuartos de final por el Profute, finalizando la competición en sexta posición.
En el segundo semestre de 2007, el Duque de Caxias jugó en la Segunda División Carioca. El equipo terminó la competición en quinto lugar y, como ese año los cinco mejores equipos subieron a la primera división, el equipo se aseguró un acceso a la élite del fútbol carioca.

### 2008: Promoción nacional
En 2008, Duque de Caxias debutó en el Campeonato Carioca, venciendo al America por 5-2. Después de eso, Duque de Caxias tuvo una campaña irregular y terminó la competición en 12º lugar. En la segunda mitad del año, el equipo compitió en la Copa Río y volvió a terminar en sexta posición.
Con la retirada del Cabofriense, subcampeón de la Copa Rio 2007, y la negativa de Bangu, Nova Iguaçu y Olaria (3º, 4º y 5º, respectivamente), el Duque de Caxias conquistó su plaza en la Serie C del Campeonato Brasileño 2008.
En la primera fase, el Duque de Caxias se clasificó en segundo lugar del Grupo 11, empatado a puntos y diferencia de goles con el tercer clasificado, el Paulista, pero había marcado más goles (8 contra 6) y se hizo con la plaza, junto con el América Mineiro. En el Grupo 22, otro segundo puesto, esta vez con holgura, y se clasificaron junto con Guaratinguetá. En la tercera ronda, Duque de Caxias volvió a necesitar de los goles marcados para avanzar en el segundo lugar del grupo 27: igualó en puntos y en diferencia de goles con Guaratinguetá y marcó 12 goles, contra 10 de su adversario. En el Octogonal Final de la competición, Duque de Caxias quedó cuarto y se aseguró un acceso inédito a la Serie B del Campeonato Brasileño, también por los goles marcados: 27, contra 20 del Águia de Marabá, quinto clasificado. El club aún perdió un punto, ganado contra el Rio Branco-AC, en el episodio conocido como cai-cai, en el Arena da Floresta, en la segunda vuelta de la fase.

### 2009-2011: Serie B
En 2009, el Duque de Caxias disputó por primera vez la Serie B del Campeonato Brasileño. Tras un buen comienzo, con dos victorias en los dos primeros partidos, contra Campinense y Juventude, el equipo realizó una campaña irregular, pero tuvo un buen tramo final y acabó en octavo lugar, la mejor posición alcanzada por el Tricolor da Baixada en la competición.
Al año siguiente, en el Campeonato Carioca, Duque de Caxias evitó por poco el descenso a la Série B, al competir junto a Resende y Friburguense en el 'triangular de la muerte', que definía al último equipo en sufrir el descenso. Al final, el Duque de Caxias terminó primero y, junto con el Resende, se salvó del descenso. En la Serie B del Campeonato Brasileño, un mal comienzo casi arruina los planes del equipo de permanecer en la Serie B, pero el club se recuperó y acabó en 11ª posición.
En el último año de Duque de Caxias en la Serie B, el equipo tricolor hizo su peor campaña en la historia de la competición, ganando apenas dos partidos de los 38 disputados, y cayendo a la Serie C en 2012.

#### Primer título internacional
Paralelamente a la Serie B 2009, el Duque de Caxias disputó en noviembre un torneo internacional - la Copa BTV Number One, en su décima edición - en Vietnam. Duque de Caxias ganó los tres partidos de la fase inicial y pasó a la gran final al vencer por 3-0 al Binh Duong vietnamita.
La final fue contra el Dong Tam Long An FC, el equipo más tradicional de Vietnam y dos veces vencedor del mismo torneo de la Copa BTV. El Tricolor se impuso por 2-1 y se proclamó campeón, representando a Brasil junto a Matsubara y Bangu como vencedores del torneo.

### 2012-2013: Serie C
Como en años anteriores, Duque de Caxias disputó el Campeonato Carioca en la primera mitad del año, pero esta vez sin sustos. La atención se centró en regresar a la Serie B del Campeonato Brasileño, tras caer en 2011.
En 2012, Duque de Caxias acabó segundo del Grupo B de la Serie C brasileña, por detrás del Macaé. Sin embargo, en cuartos de final, el club fue eliminado en el Estadio Marrentão por el Icasa, perdiendo así la oportunidad de volver a la Serie B del Campeonato Brasileño. El año siguiente fue un escenario contrastante. Después de una campaña muy irregular, con pocas victorias en casa, Duque de Caxias escapó de la zona de descenso a la Serie D del Campeonato Brasileño en su último partido, venciendo al Caxias en el Estadio Marrentão, asegurando el séptimo lugar en el Grupo B y permaneciendo en la Serie C del Campeonato Brasileño.

### Primer título estatal
En pleno Campeonato Brasileiro Serie C 2013, Duque de Caxias comenzó a competir en la Copa Río. En la primera ronda, logró clasificarse anticipadamente en el segundo lugar del Grupo B, que lideraba Volta Redonda. En la segunda fase, también por adelantado, se aseguró el primer puesto del Grupo E con 10 puntos y avanzó por primera vez a las semifinales de la competición.
En semifinales, Duque de Caxias se enfrentó al Bangu. En la ida, en el estadio Marrentão, venció por 4-1 y en la vuelta, en Moça Bonita, ganó por 1-0 para clasificarse para la final. En el partido decisivo, reencuentro con el Boavista-RJ. En el partido de ida, el Duque de Caxias fue derrotado por 1-0 en el estadio de Los Larios y, en la final, el Tricolor se impuso por 3-1 para conquistar el primer título estatal de su historia y asegurarse una plaza inédita en la Copa de Brasil 2014.

### 2014-actualidad: Doble descenso
En 2014, Duque de Caxias tuvo una campaña muy irregular en el Campeonato Carioca, terminando en el último lugar y descendiendo a la Serie B al año siguiente, junto con Audax Rio. El equipo sumó apenas dos victorias, tres empates y diez derrotas, y tuvo el segundo peor ataque, con 14 goles marcados, y la peor defensa, con 31 goles recibidos. A pesar de la mala racha, un hecho insólito marcó la historia del club: en un partido contra el Flamengo, el lateral Rodrigues marcó un gol olímpico en el minuto 27 en el Maracaná. Este fue el primer gol olímpico marcado en el estadio después de su remodelación para el Mundial de 2014. El partido terminó en empate 2-2.
En la Copa do Brasil, el Duque de Caxias fue eliminado en primera ronda por el Caldense. El equipo esperaba redimir su temporada en la Serie C, pero acabó descendiendo a la Serie D a falta de tres jornadas.  En la Copa Río, Duque de Caxias participó en el grupo D junto a Bonsucesso, Friburguense y Resende, pero no consiguió repetir la buena racha del año anterior, cuando conquistó el título. Con tres empates, tres derrotas y ninguna victoria, sumando apenas tres puntos en seis partidos, el equipo terminó último del grupo y fue eliminado en la primera ronda.
En 2015, Duque de Caxias disputó la Serie B del Campeonato Carioca. En la primera ronda, el equipo no tuvo una campaña destacada, terminando en un modesto séptimo lugar en el grupo B. En la segunda ronda, el equipo mejoró su rendimiento y acabó primero de grupo con 20 puntos, con seis victorias, dos empates y ninguna derrota en ocho partidos, pasando a la siguiente fase. Sin embargo, en semifinales, Duque de Caxias fue eliminado por Americano en los penaltis, por 4-3, después de que cada equipo hubiera ganado un partido por 2-0.
En la Serie D del Campeonato Brasileño, Duque de Caxias quedó encuadrado en el grupo A6, junto con Botafogo-SP, CRAC, Gama y Villa Nova-MG. Con una campaña de dos victorias, un empate, cinco derrotas y siete puntos en ocho partidos, el equipo no logró progresar, terminando en cuarto lugar y quedando fuera de la división nacional.
En 2016, Duque de Caxias hizo otra mala campaña en la Serie A2 del Campeonato Carioca, y se salvó del descenso a la tercera división del estado debido a la pérdida de 17 puntos ante el Angra dos Reis, que alineó a dos jugadores irregulares en cuatro partidos de la competición. En 2017, en la Copa Santos Dumont, el Duque de Caxias se clasificó en segundo lugar de su grupo, pero volvió a ser eliminado en semifinales por el Audax Rio tras perder 2-0. En 2021, en la Serie A2 del Campeonato Carioca, el Duque de Caxias sufrió el golpe más duro de su historia: el descenso a la tercera división del Campeonato Carioca.

## Entrenadores
- Manoel Neto (2006–2008)[57][58]
- Marcelo Buarque (interino- enero de 2008–2008)[58][59]
- Toninho Barroso (2009)[60][61]
- Carlos César (marzo de 2009–2009)[62]
- Rodney Gonçalves (2009–agosto de 2009)[63]
- Gilson Kleina (agosto de 2009–diciembre de 2009)[63]
- Álvaro Miranda (diciembre de 2009–2010)[64][65]
- Ailton Ferraz (2010–mayo de 2010)[66][67]
- Joelton Urtiga (interino- mayo de 2010–junio de 2010)[67][68]
- Gilson Kleina (junio de 2010–2010)[66]
- Arthur Bernardes (enero de 2011–marzo de 2011)[69][70]
- Waldemar Lemos (marzo de 2011–2011)[70]
- Caco Espinosa (mayo de 2011)[71][72]
- Alfredo Sampaio (mayo de 2011–junio de 2011)[72][73]
- Valdir Espinosa (julio de 2011)[74][75]
- Caco Espinosa (interino- julio de 2011–2011)[75]
- Paulo Campos (2011–noviembre de 2011)[76]
- Eduardo Allax (?–abril de 2012)[77]
- Vinícius Eutrópio (agosto de 2012–noviembre de 2012)[78][79]
- Josué Teixeira (diciembre de 2012–?)[80]
- Júnior Lopes (enero de 2013–febrero de 2013)[81][82]
- Mário Júnior (interino- febrero de 2013)[82][83]
- Mário Marques (febrero de 2013–julio de 2013)[83][84]
- Eduardo Allax (julio de 2013–octubre de 2013)[85]
- Mário Júnior (octubre de 2013–enero de 2014)[85][86]
- César Diniz (enero de 2014)[87][88]
- Mário Júnior (interino- enero de 2014–febrero de 2014)[88][89]
- Sérgio Farias (febrero de 2014–abril de 2014)[89][90]
- Mário Júnior (abril de 2014)[90]
- Eduardo Allax (abril de 2014–junio de 2014)[91][92]
- Moura Ribeiro (interino- junio de 2014–julio de 2014)[92][93]
- Bruno Quadros (julio de 2014-?)[93]
- Fahel Júnior (agosto de 2014–septiembre de 2014)[94][95]
- Moura Ribeiro (interino- septiembre de 2014–2014)[95]
- Mário Júnior (diciembre de 2014–abril de 2015)[96][97]
- Júlio Marinho (abril de 2015–junio o julio de 2015)[97][98][99]
- Emanoel Sacramento (julio de 2015–?)[99]
- Mário Júnior (2016–mayo de 2016)[100][101]
- Cássio Barros (mayo de 2016–?)[101]
- Júlio Marinho (marzo de 2017–julio de 2017)[102][103]
- Palinha (julio de 2017–agosto de 2017)[104][105]
- Orlando Brandão (agosto de 2017–?)[105]
- Mário Júnior (febrero de 2018–marzo de 2018)[106][107]
- Júlio Marinho (abril de 2018–?)[108]
- Mário Júnior (marzo de 2019–2019)[109][110]
- Tinoco (2020)[111][112]
- Mário Júnior (julio de 2021–2022)[113][114]
- Tinoco (agosto de 2022–diciembre de 2022)[115][116][117]
- Tinoco (julio de 2023–diciembre de 2023)[111][118]
- Alexandre Gomes (febrero de 2024–presente)[2]

## Títulos
| Estatales                            | Estatales                   | Estatales | Estatales |
|                                      | Competición                 | Títulos   | Años      |
| ------------------------------------ | --------------------------- | --------- | --------- |
| Bandera del estado de Río de Janeiro | Copa Río                    | 1         | 2013      |
| Bandera del estado de Río de Janeiro | Campeonato Carioca Serie B1 | 1         | 2023      |
| Otros                                |                             |           |           |
|                                      | Competición                 | Títulos   | Años      |
| Bandera de Vietnam                   | Number One BTV Cup          | 1         | 2009      |